# Devoe Joseph
David Devoe Joseph (Toronto, 21 giugno 1989) è un cestista canadese.

## Carriera
Con il Canada ha disputato i Campionati americani del 2013.

## Palmarès
- Coppa del Montenegro: 1

Budućnost: 2016
- Coppa di Romania: 1

CSO Voluntari: 2021
- Supercoppa polacca: 1

Zielona Góra: 2021
- Campionato kosovaro: 1

Peja: 2022-2023